# Clásica de San Sebastián 2002
La 22º edición de la Clásica de San Sebastián se disputó el 10 de agosto de 2002, por un circuito por Guipúzcoa con inicio y final en San Sebastián, sobre un trazado de 227 kilómetros. La prueba perteneció a la Copa del Mundo
El ganador de la carrera fue el francés Laurent Jalabert (CSC-Tiscali), que se impuso al esprint a sus cinco compañeros de fuga. El español Igor Astarloa (Saeco) y el italiano Gabriele Missaglia (Lampre-Daikin) acabaron segundo y tercera respectivamente.

## Clasificación final
| Posición | Ciclista           | Equipo        | Tiempo   |
| -------- | ------------------ | ------------- | -------- |
| 1        | Laurent Jalabert   | CSC-Tiscali   | 5h47'29" |
| 2        | Igor Astarloa      | Saeco         | s.t.     |
| 3        | Gabriele Missaglia | Lampre-Daikin | s.t.     |
| 4        | Andrei Kivilev     | Cofidis       | s.t.     |
| 5        | Dario Frigo        | Tacconi Sport | s.t.     |
| 6        | Danilo Di Luca     | Saeco-Longoni | a 35"    |
| 7        | Paolo Bettini      | Mapei         | s.t.     |
| 8        | Nico Mattan        | Cofidis       | s.t.     |
| 9        | Laurent Dufaux     | Alessio       | s.t.     |
| 10       | Guennadi Mijáilov  | Lotto-Adecco  | a 41"    |